# Conrad Wiene
Conrad Wiene, o Konrad Wiene, (Vienna, 3 febbraio 1878 – 1934), è stato un regista e sceneggiatore tedesco.

## Biografia
Fratello del più noto Robert Wiene, era figlio d'arte: suo padre, Carl Wiene, era un popolare attore teatrale. Nato a Vienna, Conrad seguì le orme paterne, intraprendendo all'inizio la carriera teatrale. Passò poi al cinema, dirigendo il suo primo film in collaborazione con Robert, il fratello maggiore che aveva lasciato i suoi studi di giurisprudenza per il cinema. Nella sua carriera, diresse più di trenta pellicole e ne sceneggiò una mezza dozzina. Apparve in un film anche come attore.
Lavorò a Berlino, Praga e Breslavia. Ma, soprattutto, a Vienna dove la maggior parte dei suoi film vennero girati agli Schönbrunn-Ateliers. Il suo nome viene collegato con il primo progetto del 1930 di adattare per lo schermo il romanzo Jud Süß di Lion Feuchtwanger, progetto che però non riuscì a essere realizzato.
Con l'avvento del sonoro, Wiene andò a lavorare in Germania. Dopo la salita al potere di Hitler e dei nazisti nel 1933, lasciò la Germania per ritornare in Austria. Da quel momento, si perdono le sue tracce.

## Filmografia

### Regista (parziale)
- Der Mann im Spiegel, co-regia Robert Wiene (1916)
- Die Dame mit der Maske, co-regia di Arzén von Cserépy (1916)
- Das verschnupfte Miezerl (1917)
- Zwei Welten (1919)
- Die Spinne (1919)
- Glanz und Elend der Kurtisanen, co-regia di Louis Ralph e Robert Wiene (1920)
- Zapfenstreich (1925)
- Ich hatt' einen Kameraden (1926)